# Silvio da Fiesole
Silvio da Fiesole, egentlig Silvio Cosini (c. 1495 i Poggibonsi – efter 1547) var en toskansk stenbilledhugger og stukkatør.
Han fik sit tilnavn da Fiesole som elev af Andrea Ferrucci da Fiesole, med hvem han udførte A. Strozzis gravmæle, og gennem hvem han fik dekorativt arbejde for Lorenzo-kirken i Firenze.
Gennem denne virksomhed synes han at være trådt i forbindelse med Michelangelo, hvis indflydelse kan spores i hans kunst. Foruden i Firenze virkede han blandt andet i Pisa og Genua.
Særlig på det dekorative område blev han en betydelig kunstner, original og fantasirig.
1. ↑  Navnet er anført på engelsk og stammer fra Wikidata hvor navnet endnu ikke findes på dansk.